# Buch (Altenstadt an der Waldnaab)
Buch ist ein Gemeindeteil von Altenstadt an der Waldnaab im Landkreis Neustadt an der Waldnaab des bayerischen Regierungsbezirks Oberpfalz.

## Geographische Lage
Buch liegt auf dem Ostufer der Dürrschweinnaab.
Im Süden wird Buch von der Kreisstraße NEW 2 umgangen, die von Parkstein kommend 1,4 km weiter westlich in die Bundesstraße 22 mündet.
Buch befindet sich 1 km nördlich von Meerbodenreuth und 4 km nordwestlich von Altenstadt an der Waldnaab.

## Geschichte
Buch (auch: Purchhut, Puoch, Puch) wird im Herzogsurbar aus dem Jahr 1301 mit 10 Höfen und einer Mühle als zu Parkstein und Floß gehörig aufgeführt.
In den Salbüchern von 1416, 1440, 1475 ist Buch ebenfalls erwähnt.
1531 taucht Buch in den Musterungsakten mit einer Mannschaft auf.
Im Steuerbuch von 1588 werden für Buch aufgelistet: 
- zum Amt Parkstein gehörig: 1 Amtsuntertan, 1 Hof, 3 Pferde, 1 Fohlen, 7 Kühe, 10 Jungrinder, 4 Schweine, 43 Schafe, 1 Bienenvolk.
- burghutische Untertanen des Hans Heinrich Nothaft von Wernberg: 8 Bauern, 4 Inwohner (darunter der Müller, der Schäfer und der Hirte), 5 Höfe, 3 Gütel, 1 Mühle; alles öd und verwüstet, auch die Felder und Wiesen öd liegend. 2 Kühe, 2 Bienenvölker.

In den Verzeichnissen von 1702 und 1714 wird Buch ebenfalls mit 1 Amts- bzw. landgerichtischen Untertan, 8 burghutischen Untertanen und 1 Hirten aufgeführt.
Das Verzeichnis von 1792 nennt für Buch 10 Amtsuntertanen, darunter 1 landgerichtischer, und einen Hirten.
1800 war Buch ein Dorf mit 11 Häusern und 68 Einwohnern.
Der Weiler Buch gehörte zum Anfang des 19. Jahrhunderts gegründeten Steuerdistrikt Meerbodenreuth.
Meerbodenreuth war gleichzeitig unmittelbare Landgemeinde.
Zur Gemeinde und zum Steuerdistrikt Meerbodenreuth gehörten außer Buch noch die Einöden Kotzau, Süßenlohe und Waldhof (Moosöd).
Zusammen mit der Gemeinde Meerbodenreuth wurde Buch am 1. Juli 1975 in die Gemeinde Altenstadt an der Waldnaab eingegliedert.

### Einwohnerentwicklung in Buch ab 1817
| Jahr | Einwohner | Gebäude |
| ---- | --------- | ------- |
| 1817 | 73        | 11      |
| 1838 | 72        | 11      |
| 1871 | 75        | 48      |
| 1885 | 65        | 11      |
| 1900 | 66        | 11      |
| 1913 | 64        | 11      |

| Jahr | Einwohner | Gebäude |
| ---- | --------- | ------- |
| 1925 | 71        | 10      |
| 1950 | 53        | 8       |
| 1961 | 49        | 9       |
| 1970 | 46        | k. A.   |
| 1987 | 41        | 10      |
| 2011 | 55        | k. A.   |